# 三浦祐司
三浦 祐司（みうら ゆうじ、1970年4月 - ）は、岩手県出身の元バスケットボール選手。
三浦 祐司（みうら ゆうじ）は、日本訪問リハビリテーション協会の理事。H＆R Labo代表。
能代工業高等学校、日本体育大学を経てNKKシーホークスに加入。現在は宮城県教員。宮城県松島高等学校男子バスケットボール部監督。